# Kohei Kameyama
Kohei Kameyama (Miyagi, Japón, 28 de diciembre de 1988) es un gimnasta artístico japonés, campeón del mundo en la prueba de caballo con arcos en 2013, y subcampeón del mundo en 2014 en el concurso por equipos.

## Carrera deportiva
En el Mundial celebrado en Amberes (Bélgica) en 2013 consigue la primera posición (oro) en el ejercicio de caballo con arcos, por delante del británico Max Whitlock y el mexicano Daniel Corral, que empataron a puntos.
En el Mundial de Nanning 2014 ayuda a sus compañeros a conseguir la plata; Japón queda por detrás de China y por delante de Estados Unidos. Los otros seis componentes del equipo japonés fueron: Ryohei Kato, Shogo Nonomura, Kenzo Shirai, Yusuke Tanaka, Kōhei Uchimura y Kazuyuki Takeda.